# Pezé-le-Robert
Pezé-le-Robert ist eine französische Gemeinde mit 346 Einwohnern (Stand: 1. Januar 2022) im Département Sarthe in der Region Pays de la Loire; sie gehört zum Arrondissement Mamers und zum Kanton Sillé-le-Guillaume. Die Einwohner werden Pezéens genannt.

## Geographie
Pezé-le-Robert liegt etwa 29 Kilometer nordwestlich von Le Mans. Umgeben wird Pezé-le-Robert von den Nachbargemeinden Montreuil-le-Chétif im Norden, Ségrie im Osten, Vernie im Südosten, Crissé im Süden und Westen sowie Mont-Saint-Jean im Nordwesten.

## Bevölkerungsentwicklung
| 1962                      | 1968 | 1975 | 1982 | 1990 | 1999 | 2006 | 2013 |
| ------------------------- | ---- | ---- | ---- | ---- | ---- | ---- | ---- |
| 458                       | 421  | 373  | 353  | 332  | 336  | 364  | 362  |
| Quelle: Cassini und INSEE |      |      |      |      |      |      |      |

## Sehenswürdigkeiten

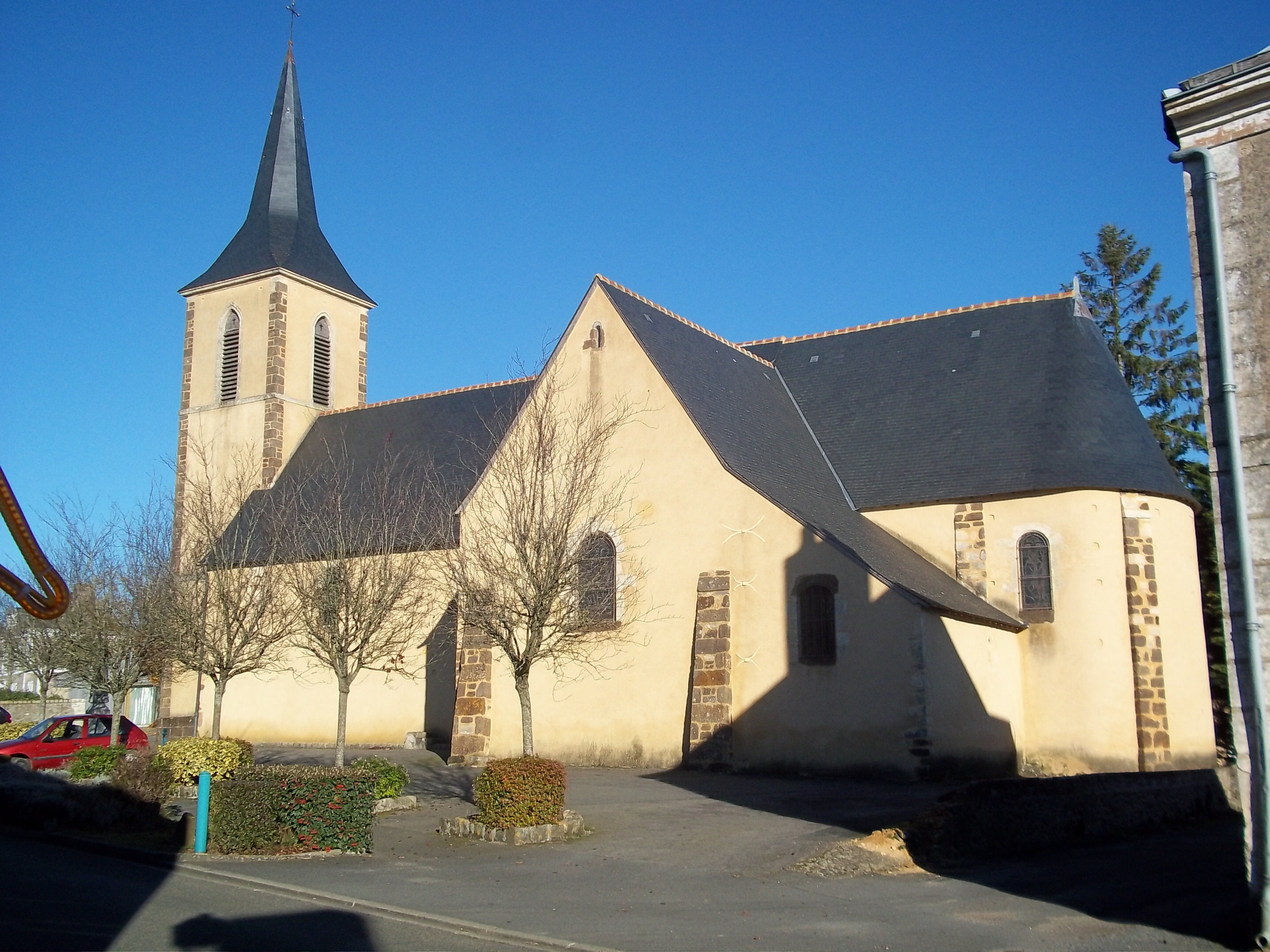
Kirche Saint-Martin

- Kirche Saint-Martin